# Аклин, Донат
Донат Аклин (нем. Donat Acklin, 6 июня 1965, Херцнах, Аргау) — швейцарский бобслеист, разгоняющий, выступавший за сборную Швейцарии в конце 1980-х — начале 1990-х годов. Дважды олимпийский чемпион, чемпион мира и Европы, обладатель Кубка мира.

## Биография
Донат Аклин родился 6 июня 1965 года в городе Херцнах, кантон Аргау. Выступать в бобслее на профессиональном уровне начал в середине 1980-х годов и с самого начала стал показывать неплохие результаты, попал в качестве разгоняющего в национальную команду Швейцарии. Благодаря череде удачных выступлений в 1988 году был приглашён защищать честь страны на Олимпийских играх в Калгари, однако не смог занять там призовые места, приехав на двойке четвёртым.
Практически все успехи в карьере Аклина связаны с партнёром-пилотом Густавом Ведером, вместе они ездили на Игры 1992 года в Альбервиль и завоевали золотые медали в программе двухместных экипажей, а также финишировали третьими в зачёте четвёрок. Олимпийские игры 1994 года в Лиллехаммере оказались для их команды не менее успешными, послужной список пополнился серебряной медалью в четвёрках и ещё одним золотом в двойках.
Помимо всего прочего, Донат Аклин трижды становился призёром чемпионатов мира, в том числе один раз был первым и два раза вторым. Приезжал первым на многих этапах Кубка мира, неоднократно побеждал на чемпионатах Европы. Приходится родным братом другому известному бобслеисту Гуидо Аклину, серебряному призёру Лиллехаммера.